# Kouros Monadjemi
Kouros Monadjemi (Teerã, 19 de junho de 1945) é um empresário e dirigente esportivo iraniano-brasileiro. Tendo nascido no Irã, veio para o Brasil em 1956, naturalizando-se brasileiro.
Formou-se em administração pela Universidade Federal de Minas Gerais; em economia pela Universidade Livre de Bruxelas, na Bélgica; e obteve um MBA (Master Business Administration) pela Universidade Columbia, em Nova York, nos Estados Unidos. Trabalhou durante 13 anos na Usiminas e, atualmente, preside a Siderco Trading, empresa de comércio exterior da área de siderurgia.
Sócio do Minas Tênis Clube há mais de 40 anos, Kouros Monadjemi integrou a direção do clube em 1981. Foi diretor de judô no triênio 1981-1983; diretor de cursos de aprendizagem (1984-1986); de basquete (1993-1995); de basquete e cursos de aprendizagem (1996-1998 e 1999-2001). Também exerceu dois mandatos como presidente eleito do Minas, entre 2002-2004 e 2005-2007.
Antes de ser dirigente, Kouros Monadjemi também foi atleta das equipes de futsal e de basquete do clube. Nesta última modalidade atuou de 1958 a 1971.
Com a criação da Liga Nacional de Basquete em 2008, Kouros Monadjemi foi eleito seu primeiro presidente e, em 2010 foi reeleito de forma unânime. Em 2012 perdeu as eleições para Cássio Roque.